# 1812 (nyitány)
Az 1812 (nyitány) Pjotr Iljics Csajkovszkij orosz zeneszerző zenekari műve, amelyben Franciaországnak Oroszország ellen indított, sikertelen hadjáratának állít emléket. A pürrhoszi győzelem arra kényszerítette I. Napóleon hadseregét, hogy kivonuljon az orosz területekről, és ez a mozzanat jelentette a napóleoni háborúk fordulópontját, kiemelt fontosságot biztosítva az 1812-es évnek a történelemben. A mű egyik fő érdekességét jelentik az ágyúlövések, amelyeket csak ritkán, főleg szabadtéri előadások alkalmával tudnak előadni, akkor azonban valódi ágyúkat alkalmaznak. Bár a zenemű semmilyen történelmi kapcsolatban nem áll az Egyesült Államok és Brit Birodalom által vívott 1812-es háborúval, az USA-ban, más hazafias kompozíciók mellett, gyakran felcsendül ez a mű is.
A nyitány bemutatójára 1882. augusztus 20-án, Moszkvában került sor, a Megváltó Krisztus-székesegyházban.

## Rövid leírás
A nyitány egy programzene. Egy orosz templomi zsolozsma komor hangjaival indul, ami felidézi, ahogy a hadüzenetet istentiszteleteken hirdették ki Oroszországban. Ezt egy Oroszország háborús sikereit éltető ünnepélyes dallam követi. Ezt a bejelentést, és a közvélemény reagálását örökítette meg Lev Tolsztoj a Háború és béke című monumentális regényében.
Az ezt követő kürtön megszólaló téma a menetelő seregeket mutatja be. Franciaország himnusza, a Marseillaise, a francia győzelmeket és Moszkva 1812 szeptemberi elfoglalását tükrözi. Az orosz néptánc téma emlékezik meg a csatáról, ahol visszaverték Napóleont. Az 1812-es késő októberi visszavonulást Moszkvából egy diminuendo próbálja visszaadni. Az ágyúk dördülése szimbolizálja a hadsereg közeledését a francia határhoz. A konfliktus vége után visszatérünk a kezdő egyházi énekhez, amit ezúttal az egész zenekar ad elő harangok zúgása közben, melyek a győzelmet és Oroszország felszabadítását ünneplik. Az ágyús és menetelős téma közben hallható az orosz nemzeti himnusz, az „Isten, óvd a cárt”. Az orosz himnusz mintegy válasz a francia himnuszra.
A Szovjetunió idejében Csajkovszkij művét cenzúrázták, azt át kellett dolgozni a nyilvános előadások részére: az Isten óvja a cárt himnusz dallamát ki kellett cserélni, helyére Glinka Ivan Szuszanyin c. operájának Dicsőségkórusát adták elő.
A Csajkovszkij által előírt ágyúdörrenéseket általában üstdob használatával helyettesítik, ritkábban basszusdobok diminuendója hallható. Több olyan előadásra is sor került azonban, amelynek során valódi ágyúkat sütöttek el, az így előadott zenekari művet elsőként a minneapolisi szimfonikus zenekar 1950-es évek-beli produkciója során rögzítették.
Az 1960-as években Igor Buketoff hangszerelési változatot készített az 1812 c. nyitányra, amelyben kórust alkalmazott. A zenemű bevezető szakaszát a kórus cantato-ban adta elő, és elhagyták az eredeti csellókat és violákat, gyermekkórus egészítette ki a fuvolákat és angolkürtöket, majd a mű zárószakaszában a fúvósszekciót – tulajdonképp a teljes zenekart – egy teljes kórus egészítette ki. E dal feldolgozása megtalálható a Rush 2112 Nyitányában.

## A dallam megjelenései a popkultúrában
(ezek elsősorban arra a részre vonatkoznak, amelyben ágyúdörrenés hallatszik)
- A Csillagközi szökevények c. sci-fi sorozat egyik részében (S04E01).
- A Project-X számítógépes játék „High score”-oldalán.
- A Wizkid számítógépes játék bevezető zenéje.
- A Risk 2 számítógépes játék zenéje.
- A V mint vérbosszú című filmben a londoni Központi Büntetőügyi Bíróságnak helyt adó Old Bailey felrobbantásakor (tiltakozásként az elnyomó rendszer ellen) illetve a film végén zajló kulcsfontosságú eseménynél csendül fel.
- Az Időzített bomba című film hajrájában is elhangzik, szimfonikus zenekarral és 17 fontos ágyúkkal.